# Xo Communications
Xo Communications était un opérateur de télécoms américains spécialisé dans les communications Internet via un réseau de fibre optique, qui a fait faillite en 2002 lors du krach boursier de 2001-2002 en laissant une dette de 8 milliards de dollars, avant de se restructurer et de relancer son activité.